# Coronació d'Artaxerxes II
La Coronació d'Artaxerxes II és un relleu en roca que fou tallat entre el 379 i el 383 abans de la nostra era per Artaxerxes II, l'onzé rei de reis (xaxanxah) de l'Imperi sassànida. El relleu es troba a Taq-e Bostan, a l'Iran.
El relleu mostra tres figures dempeus que duen galons; Artaxerxes n'és al centre, flanquejat per dues figures masculines. La figura de la dreta, que lliura la diadema a Artaxerxes, es reconeixia originàriament com el déu suprem zoroastrià Ahura Mazda, però actualment els investigadors s'inclinen per Sapor II, per l'estil de la seua corona, i perquè Sapor fou qui va designar Artaxerxes com a xa. Els dos xas són dempeus sobre el cos d'un enemic caigut, inequívocament un romà, la corona del qual indica que és un emperador, i se suposa que representa l'emperador romà Julià l'Apòstata, que va envair l'Iran l'any 363 i l'assassinaren a l'oest de la capital sassànida de Ctesifont. La figura de l'extrem esquerre, que alguns consideren el profeta Zoroastre, podria ser la deïtat Mitra. Sosté un barrot aixecat, i santifica així la investidura.

## Galeria

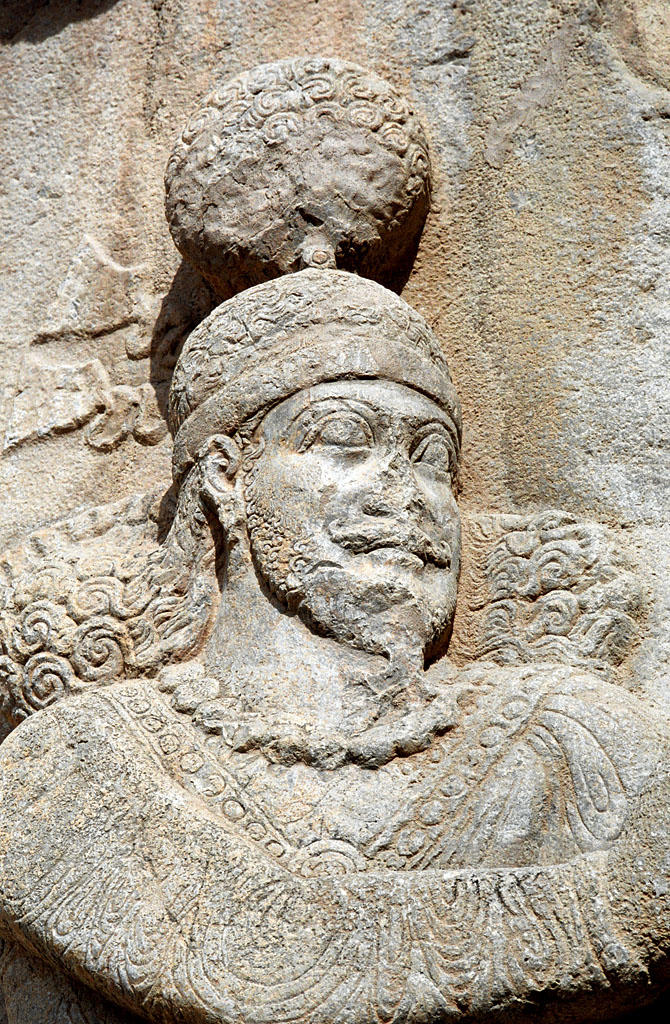
Imatge d'Artaxerxes II
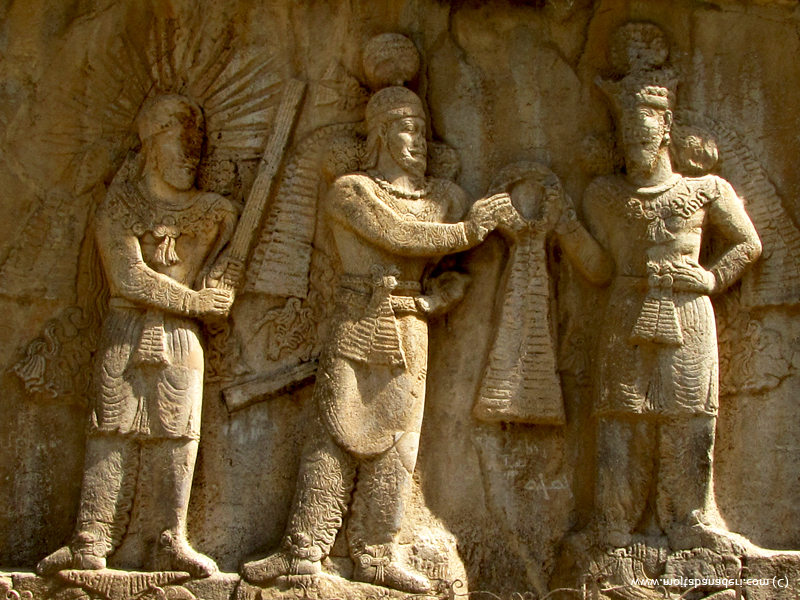
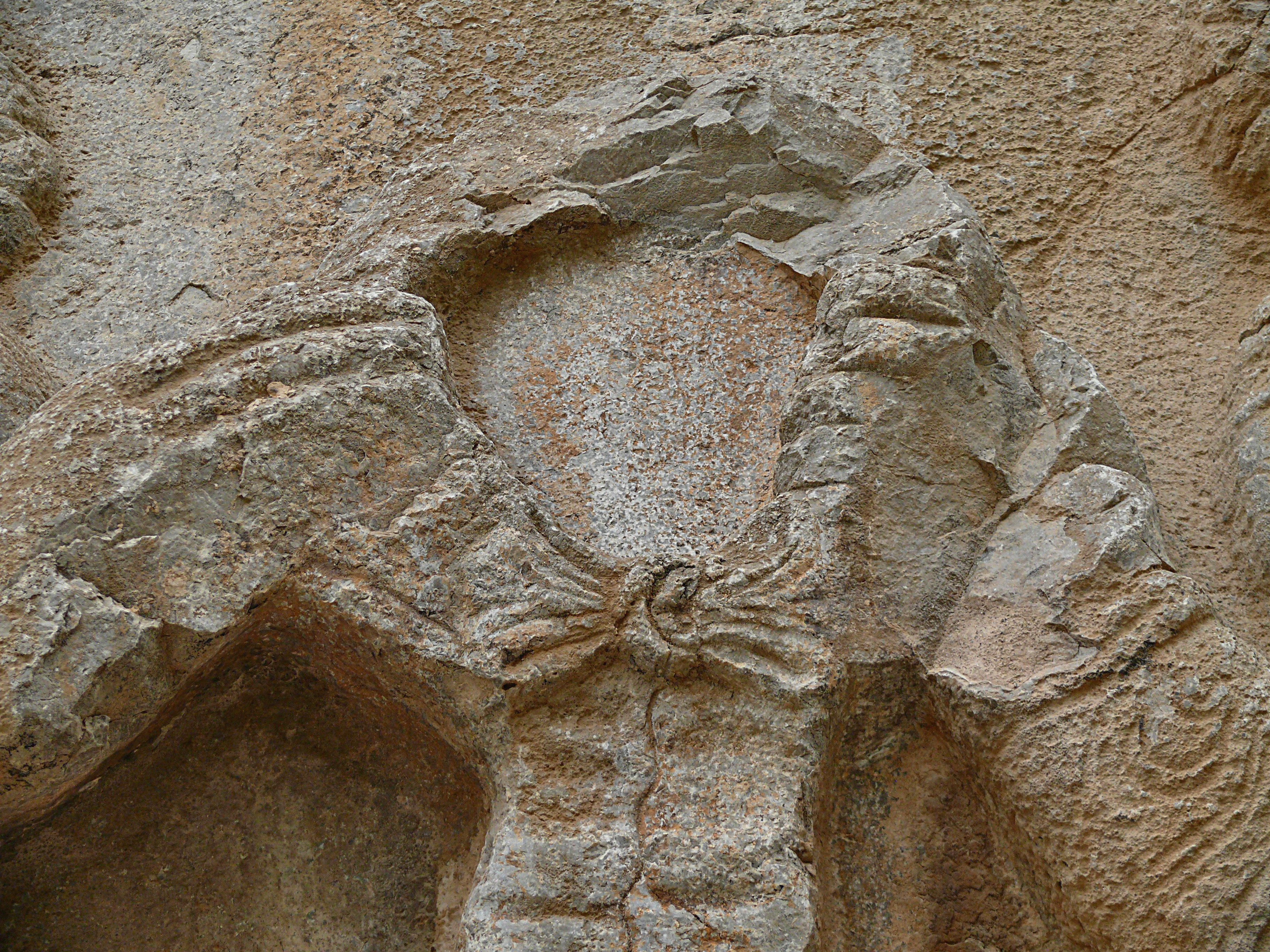
Detall del Farshiang / Cybaris (anell de poder reial)
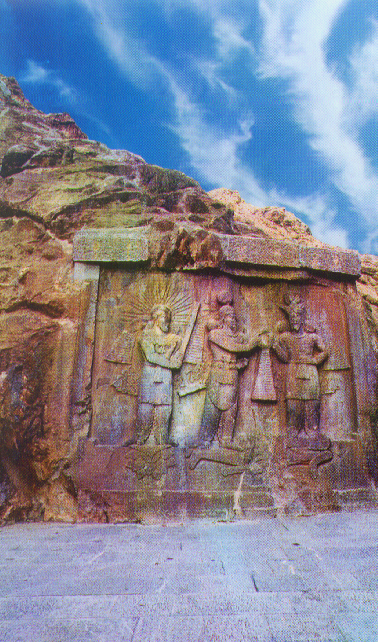
Cerimònia de coronació d'Artaxerxes II
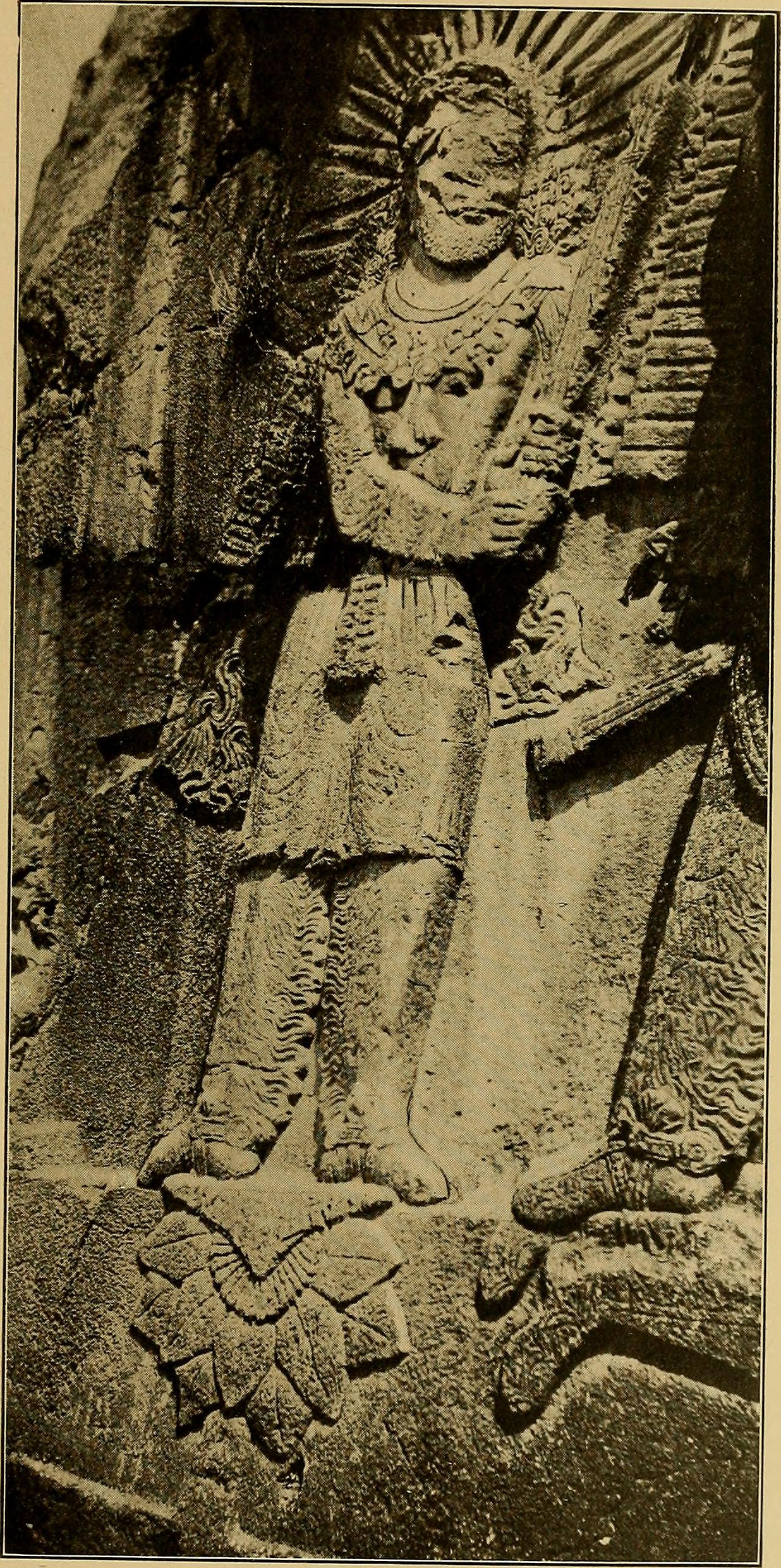
La portada de Pèrsia passada i present; un llibre de viatges i recerca, amb més de dues-centes il·lustracions i un mapa (1906)
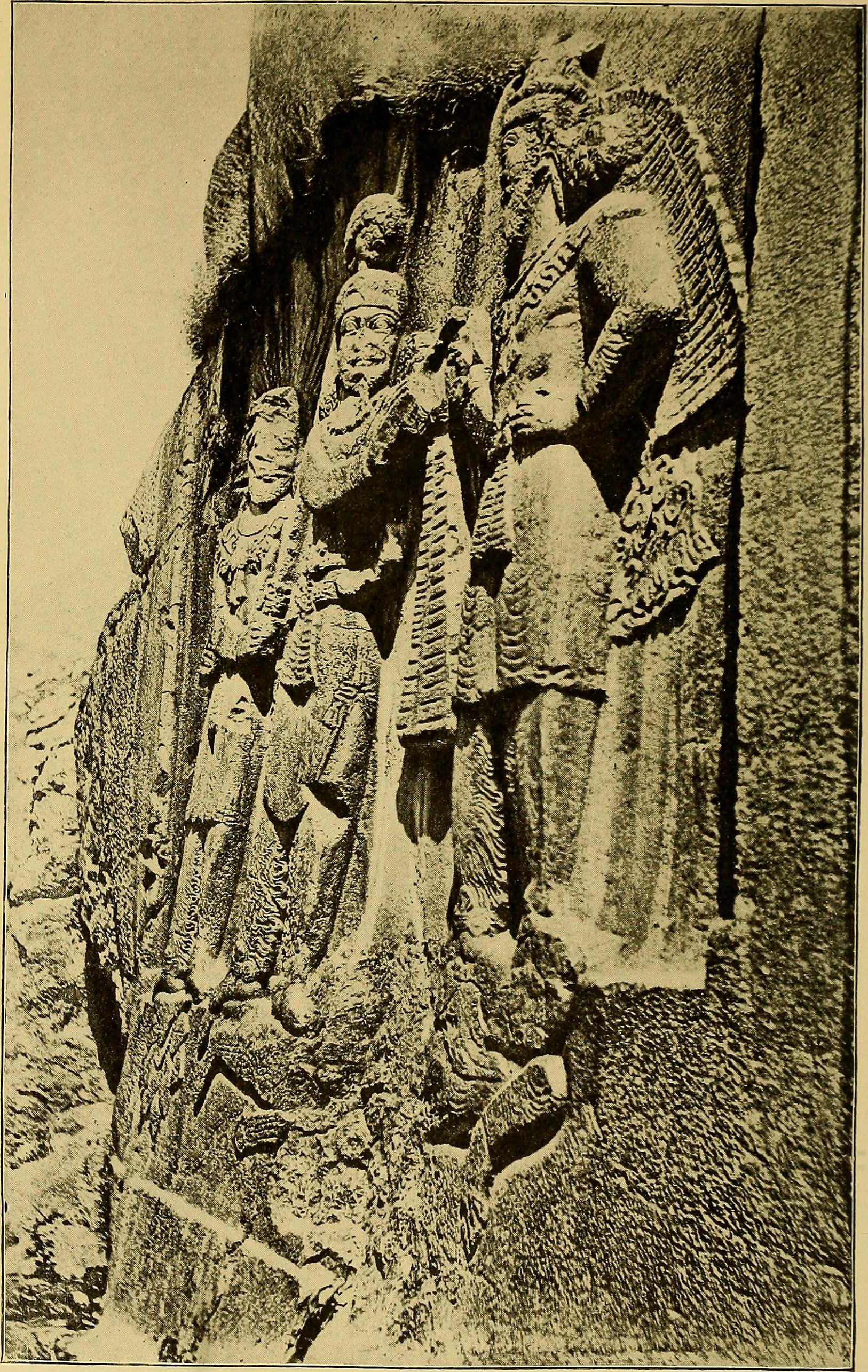
La portada de Pèrsia passada i present, un llibre de viatges i recerca, amb més de dues-centes il·lustracions i un mapa (1906)
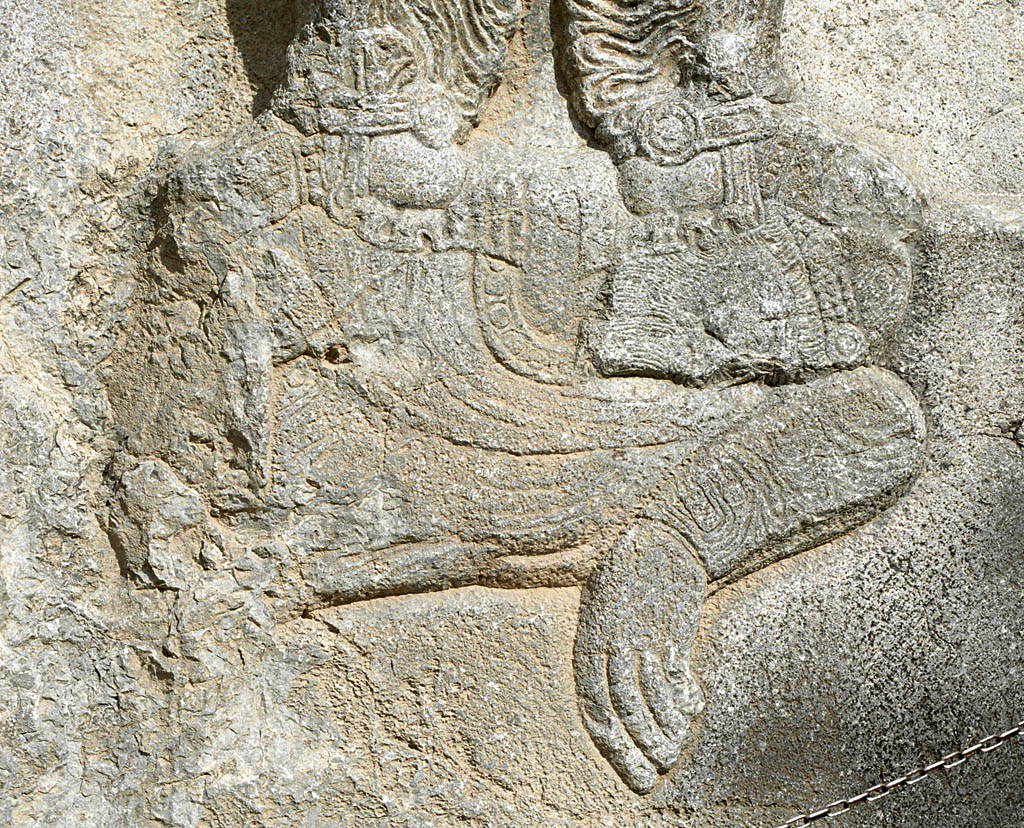
L'emperador caigut